# 大张庄镇 (沂源县)
大张庄镇，是中华人民共和国山東省淄博市沂源县下辖的一个乡镇级行政单位。

## 行政区划
大张庄镇下辖以下地区：
南村、北村、新村、回峪村、大三地村、东上峪村、小官庄村、洼子村、娄家铺子村、土眉峪村、龙窝村、明末峪村、水营村、茧场村、松山村、南旋峰村、北旋峰村、西山村、北山村、西顾庄村、地淤沟村、半截沟村、闲场村、宋家峪村、房家圈村、南岩四村、南岩五村、南岩六村、董家河沟村、尧峪村、太平庄村、上淤土地村、下淤土地村、上升科峪村、下升科峪村、胜利村、栗洼村、北宅村、石柱村、牛栏村、保安庄村、刘家旁峪村、赵家旁峪村、松崮村、沙崖子村、左家旁峪村、张家旁峪村、红星村、南墁村、曹家庄村、向阳峪村、磨石山子村、马峪村、大洼村、双庙村、福峪村、林场村、赤板村、大桑树村、东洼村、西峪庄村、东唐庄村和西唐庄村。

## 人口
2010年中国第六次人口普查时，大张庄镇共有人口35459人。共有家庭13727户，平均每户2.57人。14岁以下的少年儿童共4875人，占总人口13.74%；15-64岁人口共26235人，占总人口73.98%；65岁及以上的老年人共4349人，占总人口的12.26%。男性共计17804人，占总人口50.21%；女性共计17655，占总人口49.78%。本地居住的人口中，拥有本地户籍的人口为35196人，占99.25%。